# Gare de Les Franqueses - Granollers Nord
La gare de Les Franqueses - Granollers Nord (en catalan : estació de Les Franqueses - Granollers Nord) est une gare ferroviaire espagnole qui appartient à ADIF située dans le quartier de Bellavista de Les Franqueses del Vallès très proche de la commune de Granollers, dans la comarque du Vallès Oriental. La gare se trouve sur la ligne Barcelone - Gérone - Portbou et des trains de la ligne R2 Nord des Rodalies de Barcelone, opérés par Renfe s'y arrêtent.

## Histoire
Cette gare de la ligne de Gérone est entrée en service en 1860 lorsque le tronçon construit par les Chemins de fer de Barcelone à Granollers (devenu plus tard les Chemins de fer de Barcelone à Gérone) a été créé entre Granollers Centre et Maçanet-Massanes, dans le prolongement du chemin de fer de Barcelone à Granollers.
En 2016, 640 000 passagers ont transité dans cette gare.